# Ісмаїлов Анзур Хусанович
Анзур Хусанович Ісмаїлов (узб. Anzur Husanovich Ismailov, нар. 21 квітня 1985, Ташкент) — узбецький футболіст, захисник клубу «Локомотив» (Ташкент) та національної збірної Узбекистану.

## Клубна кар'єра
Почав займатись футболом в самаркандському «Динамо», а у дорослому футболі дебютував 2003 року виступами за команду «Трактор» (Ташкент), в якій того року взяв участь у 2 матчах чемпіонату.
Своєю грою за цю команду привернув увагу представників тренерського штабу «Пахтакора», до складу якого приєднався 2003 року. Відіграв за ташкентську команду наступні чотири своєї ігрової кар'єри і виграв по три рази «золотий дубль», але основним гравцем не був, зігравши лише 5 ігор. Через це протягом другої половини 2006 року пограв за рідний «Динамо» (Самарканд).
На початку 2007 року повернувся до «Пахтакора», де цього разу зумів стати основним гравцем і у сезоні 2007 року знову виграв «золотий дубль», а в останньому сезоні за клуб у 2009 році виграв Кубок Узбекистану. Цього разу провів у складі його команди два сезони. Більшість часу, проведеного у складі «Пахтакора», був основним гравцем захисту команди.
Сезон 2010 року Ісмаїлов провів у «Буньодкорі», за який зіграв 25 матчів і забив 2 голи, вигравши черговий «золотий дубль».
З початку 2011 року сім з половиною сезонів захищав кольори китайського клубу «Чанчунь Ятай». Граючи у складі «Чанчунь Ятай» також здебільшого виходив на поле в основному складі команди.
Влітку 2018 року повернувся на батьківщину, ставши гравцем «Локомотива» (Ташкент), з яким того ж року виграв національний чемпіонат. Станом на 10 січня 2019 року відіграв за ташкентських залізничників 15 матчів в національному чемпіонаті.

## Виступи за збірну
2 липня 2007 року дебютував в офіційних матчах у складі національної збірної Узбекистану в товариському матчі проти Іраку, замінивши на 70-й хвилині Олексія Ніколаєва. Того ж місяця поїхав з командою на Кубок Азії 2007 року у Китаї, де зіграв у одному матчі групового етапу проти Малайзії (5:0), а збірна дійшла до чвертьфіналу.
На наступному турнірі Кубка Азії 2011 року у чотирьох країнах відразу Ісмаїлов вже був основним гравцем команди, зігравши у всіх п'яти матчах і зайняв з командою четверте місце.
10 вересня 2013 року в другому матчі 5-го раунду кваліфікації на чемпіонат світу 2014 року проти Йорданії спочатку був героєм матчу, а потім став антигероєм. На 5-ій хвилині Ісмаїлов забив гол і вивів збірну вперед, але Йорданія на 43-ій хвилині зрівняла рахунок. Основний і потім додатковий час так і закінчився з рахунком 1:1. Серія пенальті довго тривала і Анзур бив пенальті десятим. Йому не вдалося реалізувати пенальті, а Йорданцю, який бив 10-м, вдалося. Узбекистан програв і припинив боротьбу за вихід на «мундіаль», а Йорданія вийшла у міжконтинентальні стикові матчі (з Уругваєм).
В подальшому у складі збірної був основним гравцем своєї збірної на Кубку Азії 2015 року в Австралії і Кубку Азії 2019 року в ОАЕ.
| Дата       | Місто          | Господарі  | Результат | Гості | Турнір                     | Голи | Примітки |
| ---------- | -------------- | ---------- | --------- | ----- | -------------------------- | ---- | -------- |
| 09-01-2019 | Шарджа (місто) | Узбекистан | 2 – 1     | Оман  | Кубок Азії 2019 - 1-й етап | -    |          |
| Усього     |                | Матчів     | 1         |       | Голів                      | 0    |          |

## Титули і досягнення
- Чемпіон Узбекистану (8):

«Пахтакор»: 2003, 2004, 2005, 2007, 2020, 2021
«Буньодкор»: 2010
«Локомотив»: 2018
- Володар Кубка Узбекистану (7):

«Пахтакор»: 2003, 2004, 2005, 2007, 2009, 2020
«Буньодкор»: 2010
- Володар Суперкубка Узбекистану (2):

«Локомотив»: 2019
«Пахтакор»: 2021